# 洪山关帝庙
洪山关帝庙是一处古建筑，位于山西省晋中市介休市洪山镇洪山村，建于清。
2021年8月4日，洪山关帝庙公布为第六批山西省文物保护单位。